# Tarsotropidus rothi
Tarsotropidus rothi là một loài bọ cánh cứng trong họ Cerambycidae.